# Actinia kraemeri
Actinia kraemeri is een zeeanemonensoort uit de familie Actiniidae.
Actinia kraemeri is voor het eerst wetenschappelijk beschreven door Pax in 1914.